# Hoofdcommissaris

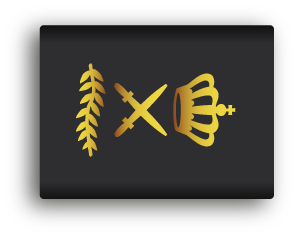
Rangonderscheidingsteken van een Nederlandse hoofdcommissaris

Hoofdcommissaris is de op een na hoogste rang bij de Belgische en Nederlandse politie.

## Nederland
Voor 2013 waren de korpschefs van de 25 Nederlandse politieregio's, de korpschef van het Korps landelijke politiediensten en de voorzitter van het college van bestuur van de Politieacademie hoofdcommissaris. De hoofdcommissaris is eindverantwoordelijk voor de politieregio waar hij of zij hoofdcommissaris van is en samen met de burgemeester en de hoofdofficier van justitie bepaalt de hoofdcommissaris het beleid van de politieregio. Dit is met de komst van de Nationale Politie per 1 januari 2013 veranderd, zo is het aantal regio's verminderd naar tien.
De hoofdcommissarissen vormen samen de Raad van Hoofdcommissarissen, een overleg dat onder andere de minister van Justitie en Veiligheid adviseert inzake het landelijk politiebeleid op diverse terreinen.
| Politieregio         | Hoofdcommissaris  | Aantreden        |
| -------------------- | ----------------- | ---------------- |
| Noord-Nederland      | Martin Sitalsing  | 1 juni 2023      |
| Oost-Nederland       | Gert Veurink      | 1 oktober 2024   |
| Midden-Nederland     | Yvonne Hondema    | 1 februari 2024  |
| Noord-Holland        | Hamit Karakus     | 1 september 2023 |
| Amsterdam            | Peter Holla       | 1 oktober 2024   |
| Den Haag             | Karin Krukkert    | 15 juli 2023     |
| Rotterdam            | Fred Westerbeke   | 1 april 2020     |
| Zeeland West-Brabant | Gerda van Leeuwen | 15 november 2020 |
| Oost-Brabant         | Wilbert Paulissen | 1 april 2019     |
| Limburg              | Jan van Loosbroek | 1 januari 2024   |
| Landelijke Eenheid   | Oscar Dros        | 1 februari 2022  |

## België
In België kunnen politiemensen met de graad van hoofdcommissaris van politie (HCP) verschillende soorten leidinggevende functies hebben. Hoofdcommissarissen leiden doorgaans algemene directies, directies of bepaalde eenheden bij de federale politie of lokale politie. Zo draagt niet alleen de commissaris-generaal van de federale politie de graad van hoofdcommissaris; ook zijn/haar directeurs-generaal die elk een algemene directie leiden, zijn/haar bestuurlijke directeurs-coördinatoren, zijn/haar gerechtelijke directeurs, etc. zijn hoofdcommissarissen. Bij de lokale politie wordt het korps van elke politiezone geleid door een korpschef. Korpschefs hebben eveneens altijd de graad van hoofdcommissaris. Grotere korpsen met veel personeel en bijgevolg grote directies en diensten hebben naast de korpschef nog een aantal hoofdcommissarissen in dienst.
De korpschefs van de lokale politie worden aangewezen door de koning (in de praktijk de federale regering) in dit (hernieuwbare) mandaat voor vijf jaar; dit op voordracht van de politieraad (in meergemeentezones) of van de gemeenteraad (in eengemeentezones).
De korpschef staat in voor de uitvoering van het lokale politiebeleid en het zonale veiligheidsplan. Hij verzekert het beheer van het korps door leiding te geven, te organiseren en door de (lokale en sommige federale) opdrachten te verdelen onder de personeelsleden.
De functie van commissaris-generaal is (net als nog enkele topfuncties) een mandaatfunctie. De aanstelling gebeurt door de bevoegde ministers en de regering; de duur is eveneens vijf jaar.